# 喬樹枏
喬樹枏（1850年—1917年）又作喬樹楠、喬樹柟，字松年、茂蘐、損菴、孟宣，四川華陽人。清朝政治人物。

## 生平
喬樹枏於同治十二年拔貢，光緒二年舉人，曾为李光炘的学生。曾任刑部主事，后轉入吏部。光緒二十一年（1895年）他參加了上海強學會。后来他参与了維新變法活動，和楊銳有交往。戊戌政變后楊銳被慈禧太后杀害，他为杨锐哭棺。他與張之洞關係密切，1897年膠州灣事件後，湖廣總督張之洞提出中英日同盟的建議，他是張之洞打算派到日本的三人之一。
光緒三十一年（1905年）他赴上海，在劉鶚的陪同下到蘇州，重新拜黃葆年為師。在蘇州他逗留了一年，此后回到北京，任御史，奏請下诏抚恤黃崖案（即1866年太谷學派創始人周太谷的弟子張積中被山东巡撫閻敬銘当作邪教聚眾作亂而鎮壓的案件）；他的同門、山東巡撫楊士驤恐怕此事对閻敬銘不利，故寢而不報。光緒三十二年以御史授學部左丞。宣統三年（1911年）兼任四川宣慰使，十二月因病請辭。
1917年，喬樹枏逝世。《晚晴簃詩滙》收錄其詩七首。

## 註
1. ↑  「枏」、「柟」是「楠」的异体字[2]
2. ↑  「蘐」是「萱」的异体字[3]